# 장대윤
장대윤(1972년 11월 10일 ~ )은 대한민국의 배우이다.

## 출연작

### 영화
- 1997년 《넘버 3》 ... 야쿠자 역
- 1997년 《스카이 닥터》 ... 군인 3 역
- 2000년 《찍히면 죽는다》 ... 남자 간호사 역
- 2000년 《천사몽》 ... 킨 역(우정출연)
- 2003년 《봄날의 곰을 좋아하세요?》 ... 기다리는 남자 역
- 2003년 《실미도》 ... 대윤 역
- 2005년 《공공의 적 2》 ... 강력부 김 계장 역
- 2006년 《한반도》 ... 낭인 역
- 2008년 《외톨이》 ... 경비 역
- 2008년 《나의 친구, 그의 아내》 ...동료 A 역
- 2009년 《반두비》 ... 장 형사 역(우정출연)
- 2010년 《살인의 강》 ... 장 형사 역
- 2010년 《시선 너머》 ... 관리인 역
- 2011년 《파수꾼》 ... 담임 선생님 역
- 2011년 《세상에서 가장 아름다운 이별》 ... 파출소 취객 역
- 2012년 《화차》 ... 제천 지구대장 역
- 2012년 《5백만불의 사나이》 ... 남수 역
- 2013년 《동창생》 ... 정육점 역
- 2014년 《해적: 바다로 간 산적》 ... 야부리 역
- 2017년 《컴, 투게더》 ... 엘리베이터 사내 3 역

### 드라마
- 2007년 tvN 주간드라마 《인어이야기》
- 2010년 tvN 금요드라마 《조선 X파일 기찰비록》
- 2011년 MBC 일일드라마 《불굴의 며느리》